# 35-XX
Classificazione delle ricerche matematiche: sezioni di livello 1

00-XX 01 03 05 06 08 | 11 12 13 14 15 16 17 18 19 20 22 | 26 28 30 31 32 33 34 35 37 39 40 41 42 43 44 45 46 47 49 | 
 51 52 53 54 55 57 58 | 60 62 65 68 | 70 74 76 78 | 80 81 82 83 85 86 | 90 91 92 93 94 97-XX
35-XX è la sigla della sezione primaria dello schema di classificazione MSC dedicata alle equazioni differenziali alle derivate parziali.
La pagina attuale presenta la struttura ad albero delle sue sottosezioni secondarie e terziarie.

## 35-XX
equazioni differenziali alle derivate parziali
- 35-00 opere di riferimento generale (manuali, dizionari, bibliografie ecc.)
- 35-01 esposizione didattica (libri di testo, articoli tutoriali ecc.)
- 35-02 presentazione di ricerche (monografie, articoli di rassegna)
- 35-03 opere storiche {!va assegnato almeno un altro numero di classificazione della sezione 01-XX}
- 35-04 calcolo automatico esplicito e programmi (non teoria della computazione o della programmazione)
- 35-06 atti, conferenze, collezioni ecc.

## 35Axx
teoria generale
- 35A01 problemi di esistenza: esistenza globale, esistenza locale, non-esistenza
- 35A02 problemi di unicità: unicità globale, unicità locale, non-unicità
- 35A08 soluzioni fondamentali
- 35A09 soluzioni classiche
- 35A10 teoremi di Cauchy-Kowalewskaya
- 35A15 metodi variazionali
- 35A16 metodi topologici e di monotonicità
- 35A17 parametrices???
- 35A18 insiemi di fronte d'onda
- 35A20 metodi analitici, singolarità
- 35A21 propagazione delle singolarità
- 35A22 metodi delle trasformate (e.g. trasformate integrali)
- 35A23 disuguaglianze coinvolgenti derivate, operatori differenziali, operatori integrali, disuguaglianze per integrali
- 35A24 metodi delle equazioni differenziali ordinarie
- 35A25 altri metodi speciali
- 35A27 metodi microlocali; metodi di teoria dei fasci e di algebra omologica nelle PDE [vedi anche 32C38, 58J15]
- 35A30 teoria geometrica, caratteristiche, trasformazioni [vedi anche 58J70, 58J72]
- 35A35 approssimazione teorica alle soluzioni {per l'analisi numerica, vedi 65Mxx, 65Nxx}
- 35A99 argomenti diversi dai precedenti, ma in questa sezione

## 35Bxx
proprietà qualitative delle soluzioni
- 35B05 comportamento generale delle soluzioni di PDE (teoremi di confronto;oscillazione, zeri e crescita delle soluzioni; teoremi di valore minimo)
- 35B06 simmetrie, invarianti ecc.
- 35B07 soluzioni con simmetria assiale
- 35B08 soluzioni intere
- 35B09 soluzioni positive
- 35B10 soluzioni periodiche
- 35B15 soluzioni quasi periodiche e pseudo-quasi periodiche
- 35B20 perturbazioni
- 35B25 perturbazioni singolari
- 35B27 omogeneizzazione; equazioni differenziali alle derivate parziali in mezzi con struttura periodica [vedi anche 74Qxx, 76M50]
- 35B30 dipendenza delle soluzioni di PDE dai dati iniziali ed al contorno, parametri [vedi anche 37Cxx]
- 35B32 biforcazione [vedi anche 37Gxx, 37K50]
- 35B33 esponenti critici
- 35B34 risonanze
- 35B35 stabilità, limitatezza
- 35B36 formazione di pattern
- 35B38 punti critici
- 35B40 comportamento asintotico delle soluzioni
- 35B41 attrattori
- 35B42 varietà inerziali
- 35B44 blow-up
- 35B45 stime a priori
- 35B50 principi di massimo
- 35B51 principi di confronto
- 35B53 teoremi di Liouville, teoremi di Phragmén-Lindelöf
- 35B60 continuazione e prolungamento delle soluzioni di PDE [vedi anche 58A15, 58A17, 58Hxx]
- 35B65 liscezza?regolarità delle soluzioni di PDE
- 35B99 argomenti diversi dai precedenti, ma in questa sezione

## 35Cxx
rappresentazioni delle soluzioni
- 35C05 soluzioni in forma chiusa
- 35C06 soluzioni autosimilari
- 35C07 soluzioni di onda viaggiante
- 35C08 soluzioni di solitone
- 35C09 soluzioni trigonometriche
- 35C10 soluzioni fornite da serie, teoremi di sviluppo in serie
- 35C11 soluzioni polinomiali
- 35C15 rappresentazioni integrali delle soluzioni di PDE
- 35C20 sviluppi asintotici
- 35C99 argomenti diversi dai precedenti, ma in questa sezione

## 35Dxx
soluzioni generalizzate di equazioni differenziali alle derivate parziali
- 35D30 soluzioni deboli
- 35D35 soluzioni forti
- 35D40 soluzioni di viscosità
- 35D99 argomenti diversi dai precedenti, ma in questa sezione

## 35Exx
equazioni e sistemi con coefficienti costanti
[vedi anche 35N05]
- 35E05 soluzioni fondamentali
- 35E10 proprietà di convessità
- 35E15 problemi ai valori iniziali
- 35E20 teoria generale
- 35E99 argomenti diversi dai precedenti, ma in questa sezione

## 35Fxx
equazioni e sistemi generali del primo ordine
- 35F05 teoria generale delle PDE lineari del primo ordine
- 35F10 problemi ai valori iniziali per PDE lineari del primo ordine, equazioni di? evoluzione lineare
- 35F15 problemi ai valori al contorno per PDE lineari del primo ordine
- 35F16 problemi ai valori al contorno-iniziali per equazioni lineari del primo ordine
- 35F20 teoria generale delle PDE non lineari del primo ordine
- 35F21 equazioni di Hamilton-Jacobi
- 35F25 problemi ai valori iniziali per PDE non lineari del primo ordine, equazioni di evoluzione non lineari
- 35F30 problemi ai valori al contorno per PDE non lineari del primo ordine
- 35F31 problemi ai valori al contorno-iniziali per equazioni nonlineari del primo ordine
- 35F35 sistemi lineari del primo ordine
- 35F40 problemi ai valori iniziali per sistemi lineari del primo ordine
- 35F45 problemi ai valori al contorno per sistemi lineari del primo ordine
- 35F46 problemi ai valori al contorno-iniziali per sistemi lineari del primo ordine
- 35F50 sistemi nonlineari del primo ordine
- 35F55 problemi ai valori iniziali per sistemi nonlineari del primo ordine
- 35F60 problemi ai valori al contorno per sistemi nonlineari del primo ordine
- 35F61 problemi ai valori al contorno-iniziali per sistemi nonlineari del primo ordine
- 35F99 argomenti diversi dai precedenti, ma in questa sezione

## 35Gxx
equazioni e sistemi generali di ordine superiore
- 35G05 teoria generale delle PDE lineari di ordine superiore
- 35G10 problemi ai valori iniziali per PDE lineari di ordine superiore, equazioni di evoluzione lineari
- 35G15 problemi ai valori al contorno per PDE lineari di ordine superiore
- 35G16 problemi ai valori al contorno-iniziali per equazioni lineari di ordine superiore
- 35G20 teoria generale delle PDE non lineari di ordine superiore
- 35G25 problemi ai valori iniziali per PDE non lineari di ordine superiore, equazioni di evoluzione non lineari
- 35G30 problemi ai valori al contorno per PDE non lineari di ordine superiore
- 35G31 problemi ai valori al contorno-iniziali per equazioni nonlineari di ordine superiore
- 35G35 sistemi lineari di ordine superiore
- 35G40 problemi ai valori iniziali per sistemi lineari di ordine superiore
- 35G45 problemi ai valori al contorno per sistemi lineari di ordine superiore
- 35G46 problemi ai valori al contorno-iniziali per sistemi lineari di ordine superiore
- 35G50 sistemi nonlineari di ordine superiore
- 35G55 problemi ai valori iniziali per sistemi nonlineari di ordine superiore
- 35G60 problemi ai valori al contorno per sistemi nonlineari di ordine superiore
- 35G61 problemi ai valori al contorno-iniziali per sistemi nonlineari di ordine superiore
- 35G99 argomenti diversi dai precedenti, ma in questa sezione

## 35Hxx
equazioni pressoché? close-to-elliptic
- 35H10 equazioni ipoellittiche
- 35H20 equazioni sottoellittiche
- 35H30 equazioni quasi-ellittiche
- 35H99 argomenti diversi dai precedenti, ma in questa sezione

## 35Jxx
equazioni differenziali alle derivate parziali di tipo ellittico
[vedi anche 58Jxx, 58J10, 58J20]
- 35J05 equazione di Laplace, equazione ridotta? delle onde (di Helmholtz), equazione di Poisson [vedi anche 31Axx, 31Bxx]
- 35J08 funzioni di Green
- 35J10 operatore di Schrödinger [vedi anche 35Pxx]
- 35J15 teoria generale delle equazioni ellittiche del second'ordine
- 35J20 metodi variazionali per le equazioni ellittiche del second'ordine
- 35J25 problemi ai valori al contorno per equazioni ellittiche del second'ordine
- 35J30 teoria generale delle equazioni ellittiche di ordine superiore [vedi anche 31A30, 31B30]
- 35J35 metodi variazionali per equazioni ellittiche di ordine superiore
- 35J40 problemi ai valori al contorno per le equazioni ellittiche di ordine superiore,
- 35J46 sistemi ellittici del primo ordine
- 35J47 sistemi ellittici del secondo ordine
- 35J48 sistemi ellittici di ordine superiore
- 35J50 metodi variazionale per sistemi di equazioni ellittiche
- 35J56 problemi ai valori al contorno per sistemi ellittici del primo ordine
- 35J57 problemi ai valori al contorno per sistemi ellittici del secondo ordine
- 35J58 problemi ai valori al contorno per sistemi ellittici di ordine superiore
- 35J60 PDE non lineari di tipo ellittico
- 35J61 equazioni ellittiche semilineari
- 35J62 equazioni ellittiche quasilineari
- 35J65 problemi non lineari ai valori al contorno per PDE ellittiche lineari; problemi ai valori al contorno per PDE ellittiche non lineari
- 35J66 problemi non lineari ai valori al contorno per equazioni ellittiche nonlineari
- 35J67 valori al contorno di soluzioni di PDE ellittiche
- 35J70 equazioni differenziali alle derivate parziali ellittiche di tipo degenere
- 35J75 equazioni ellittiche singolari
- 35J86 problemi ellittici unilaterali lineari e disuguaglianze variazionali ellittiche lineari [vedi anche 35R35, 49J40]
- 35J87 problemi ellittici unilaterali nonlineari e disuguaglianze variazionali ellittiche nonlineari [vedi anche 35R35, 49J40]
- 35J88 sistemi di disuguaglianze variazionali ellittiche [vedi anche 35R35, 49J40]
- 35J91 equazioni ellittiche semilineari con laplaciano, bi-laplaciano o poli-laplaciano
- 35J92 equazioni ellittiche quasilineari con $p$-laplaciano
- 35J93 equazioni ellittiche quasilineari con operatore di curvatura media
- 35J96 equazioni ellittiche di Monge-Ampère
- 35J99 argomenti diversi dai precedenti, ma in questa sezione

## 35Kxx
equazioni paraboliche e sistemi parabolici
vedi anche 35Bxx, 35Dxx, 35R30, 35R35, 58J35
- 35K05 equazione del calore
- 35K08 kernel di calore
- 35K10 teoria generale delle equazioni paraboliche del second'ordine
- 35K15 problemi ai valori iniziali per equazioni paraboliche del second'ordine
- 35K20 problemi ai valori al contorno per equazioni paraboliche del second'ordine
- 35K25 teoria generale delle equazioni paraboliche di ordine superiore
- 35K30 problemi ai valori iniziali per equazioni paraboliche di ordine superiore
- 35K35 problemi ai valori al contorno per equazioni paraboliche di ordine superiore
- 35K40 teoria generale dei sistemi parabolici di PDE
- 35K41 sistemi parabolici di ordine superiore
- 35K45 problemi ai valori iniziali per sistemi parabolici del secondo ordine
- 35K45 problemi ai valori iniziali per sistemi parabolici di PDE
- 35K46 problemi ai valori iniziali per sistemi parabolici di ordine superiore
- 35K51 problemi ai valori al contorno-iniziali per sistemi parabolici del secondo ordine
- 35K52 problemi ai valori al contorno-iniziali per sistemi parabolici di ordine superiore
- 35K55 PDE non lineari di tipo parabolico
- 35K57 equazioni di reazione-diffusione
- 35K58 equazioni paraboliche semilineari
- 35K59 equazioni paraboliche quasilineari
- 35K60 problemi non lineari ai valori al contorno per PDE lineari paraboliche; problemi ai valori al contorno per PDE non lineari paraboliche
- 35K61 problemi nonlineari ai valori al contorno-iniziali per equazionio paraboliche nonlineari
- 35K65 equazioni differenziali alle derivate parziali paraboliche di tipo degenere
- 35K67 equazioni paraboliche singolari
- 35K70 PDE ultraparaboliche, PDE pseudoparaboliche ecc.
- 35K85 problemi unilaterali e disuguaglianze variazionali per PDE paraboliche [vedi anche 35R35, 49J40]
- 35K86 problemi unilaterali parabolici nonlineari e disuguaglianze variazionali paraboliche nonlineari [vedi anche 35R35, 49J40]
- 35K87 sistemi di disuguaglianze variazionali paraboliche [vedi anche 35R35, 49J40]
- 35K90 equazioni di evoluzione paraboliche astratte
- 35K91 equazioni paraboliche semilineari con laplaciano, bi-laplaciano o poli-laplaciano
- 35K92 equazioni paraboliche quasilineari con $p$-laplaciano
- 35K93 equazioni paraboliche quasilineari con operatore di curvatura media
- 35K96 equazioni paraboliche di Monge-Ampère
- 35K99 argomenti diversi dai precedenti, ma in questa sezione

## 35Lxx
equazioni differenziali alle derivate parziali di tipo iperbolico
[vedi anche 58J45]
- 35L02 equazioni iperboliche del primo ordine
- 35L03 problemi ai valori iniziali per equazioni iperboliche del primo ordine
- 35L04 problemi ai valori al contorno-iniziali per equazioni iperboliche del primo ordine
- 35L05 equazione delle onde
- 35L10 teoria generale delle equazioni iperboliche del second'ordine
- 35L15 problemi ai valori iniziali per equazioni iperboliche del second'ordine
- 35L20 problemi ai valori al contorno per equazioni iperboliche del second'ordine
- 35L25 teoria generale delle equazioni iperboliche di ordine superiore
- 35L30 problemi ai valori iniziali per equazioni iperboliche di ordine superiore
- 35L35 problemi ai valori al contorno per equazioni iperboliche di ordine superiore
- 35L40 teoria generale dei sistemi iperbolici di PDE del primo ordine
- 35L45 problemi ai valori iniziali per sistemi iperbolici di PDE del primo ordine
- 35L50 problemi ai valori al contorno per sistemi iperbolici di PDE del primo ordine
- 35L51 sistemi iperbolici del secondo ordine
- 35L52 problemi ai valori iniziali per sistemi iperbolici del secondo ordine
- 35L53 problemi ai valori al contorno-iniziali per sistemi iperbolici del secondo ordine
- 35L55 sistemi iperbolici di PDE di ordine superiore
- 35L56 problemi ai valori iniziali per sistemi iperbolici di ordine superiore
- 35L57 problemi ai valori al contorno-iniziali per sistemi iperbolici di ordine superiore
- 35L60 PDE non lineari del primo ordine di tipo iperbolico
- 35L65 leggi di conservazione
- 35L67 urti e singolarità [vedi anche 58Kxx, 76L05]
- 35L70 PDE del second'ordine non lineari di tipo iperbolico
- 35L71 equazioni iperboliche semilineari del secondo ordine
- 35L72 equazioni iperboliche quasilineari del secondo ordine
- 35L75 PDE non lineari iperboliche di ordine superiore (>2)
- 35L76 equazioni iperboliche semilineari di ordine superiore
- 35L77 equazioni iperboliche quasilineari di ordine superiore
- 35L80 PDE iperboliche di tipo degenere
- 35L81 equazioni iperboliche singolari
- 35L82 equazioni pseudoiperboliche
- 35L85 problemi unilaterali; disuguaglianze variazionali per PDE iperboliche [vedi anche 35R35, 49J40]
- 35L86 problemi unilaterali iperbolici nonlinear e disuguaglianze variazionali iperboliche nonlineari [vedi anche 35R35, 49J40]
- 35L87 problemi unilaterali e disuguaglianze variazionali per sistemi iperbolici [vedi anche 35R35, 49J40]
- 35L90 equazioni di evoluzione iperboliche astratte
- 35L99 argomenti diversi dai precedenti, ma in questa sezione

## 35Mxx
equazioni differenziali alle derivate parziali di tipi speciali
(miste, composite ecc.) {per tipi degeneri, vedi 35J70, 35K65, 35L80}
- 35M10 PDE di tipo misto
- 35M11 problemi ai valori iniziali per equazioni di tipo misto
- 35M12 problemi ai valori al contorno per equazioni di tipo misto
- 35M13 problemi ai valori al contorno-iniziali per equazioni di tipo misto
- 35M30 sistemi di tipo misto
- 35M31 problemi ai valori iniziali per sistemi di tipo misto
- 35M32 problemi ai valori al contorno per sistemi di tipo misto
- 35M33 problemi ai valori al contorno-iniziali per sistemi di tipo misto
- 35M85 problemi unilaterali lineari e disuguaglianze variazionali di tipo misto [vedi anche 35R35, 49J40]
- 35M86 problemi unilaterali nonlineari e disuguaglianze variazionali di tipo misto [vedi anche 35R35, 49J40]
- 35M87 sistemi di disuguaglianze variazionali di tipo misto [vedi anche 35R35, 49J40]
- 35M99 argomenti diversi dai precedenti, ma in questa sezione

## 35Nxx
sistemi sovradeterminati
[vedi anche 58Jxx, 58J10, 58J15, 58Hxx]
- 35N05 sistemi sovradeterminati di coefficienti costanti
- 35N10 sistemi sovradeterminati con coefficienti variabili (generalità)
- 35N15 problema & overline partial; di Neumann e sue generalizzazioni; complessi formali [vedi anche 32W05, 32W10, 58J10]
- 35N20 problemi ai valori iniziali sovradeterminati
- 35N25 problemi ai valori al contorno sovradeterminati
- 35N30 problemi ai valori di contorno iniziali sovradeterminati
- 35N99 argomenti diversi dai precedenti, ma in questa sezione

## 35Pxx
teoria spettrale e problemi agli autovalori per operatori differenziali parziali
[vedi anche 47Axx, 47Bxx, 47F05]
- 35P05 teoria spettrale generale delle PDE
- 35P10 completezza delle autofunzioni, sviluppi mediante autofunzioni di PDO
- 35P15 stima di autovalori, limiti superiori ed inferiori
- 35P20 distribuzione asintotiche di autovalori ed autofunzioni di PDO
- 35P25 teoria della diffusione per PDE [vedi anche 47A40]
- 35P30 problemi non lineari agli autovalori, teoria spettrale non lineare per PDO
- 35P99 argomenti diversi dai precedenti, ma in questa sezione

## 35Qxx
equazioni della fisica matematica e di altre aree applicative
[vedi anche 35J05, 35J10, 35K05, 35L05]
- 35Q05 equazione di Eulero-Poisson-Darboux e generalizzazioni
- 35Q15 problemi di Riemann-Hilbert [vedi anche 30E25, 31A25, 31B20]
- 35Q20 equazioni di Boltzmann
- 35Q30 equazioni di Stokes ed equazioni di Navier-Stokes [vedi anche 76D05, 76D07, 76N10]
- 35Q31 equazioni di Eulero [vedi anche 76D05, 76D07, 76N10]
- 35Q35 altre equazioni che nascono nella meccanica dei fluidi
- 35Q40 equazioni dalla meccanica quantistica
- 35Q41 equazioni di Schrödinger dipendenti dal tempo, equazioni di Dirac
- 35Q51 solitoni [vedi anche 37K40]
- 35Q53 equazioni del tipo KdV (di Korteweg-de Vries, di Burgers, di Gordon del seno, di Gordon del seno iperbolico ecc.) [vedi anche 37K10]
- 35Q55 equazioni di tipo NLS (di Schroedinger non lineari) [vedi anche 37K10]
- 35Q56 equazioni di Ginzburg-Landau
- 35Q60 equazioni della teoria elettromagnetica e dell'ottica
- 35Q61 equazioni di Maxwell
- 35Q62 equazioni alle derivate parziali in connessione con la statistica
- 35Q68 equazioni alle derivate parziali in connessione con l'informatica
- 35Q70 equazioni alle derivate parziali in connessione con la meccanica delle particelle e dei sistemi
- 35Q74 equazioni alle derivate parziali in connessione con la meccanica dei solidi deformabili
- 35Q75 equazioni alle derivate parziali in connessione con la teoria della relatività e la teoria gravitazionale
- 35Q76 equazioni di Einstein
- 35Q79 equazioni alle derivate parziali in connessione con la termodinamica classica e il trasferimento di calore //////35Q80??
- 35Q82 equazioni alle derivate parziali in connessione con la meccanica statistica
- 35Q83 equazioni del tipo di Vlasov
- 35Q84 equazioni di Fokker-Planck
- 35Q85 equazioni alle derivate parziali in connessione con astronomia e astrofisica
- 35Q86 equazioni alle derivate parziali in connessione con la geofisica
- 35Q90 equazioni alle derivate parziali in connessione con la programmazione matematica
- 35Q91 equazioni alle derivate parziali in connessione con teoria dei giochi, economia, scienze sociali e comportamentali
- 35Q92 equazioni alle derivate parziali in connessione con biologia e altre scienze naturali
- 35Q93 equazioni alle derivate parziali in connessione con controllo e ottimizzazione
- 35Q94 equazioni alle derivate parziali in connessione con informazione e comunicazione
- 35Q99 argomenti diversi dai precedenti, ma in questa sezione

## 35Rxx
argomenti vari coinvolgenti equazioni differenziali alle derivate parziali
{per le equazioni sulle varietà, vedi 58Jxx; per le varietà di soluzioni, vedi 58Bxx; per le PDE stocastiche, vedi anche 60H15}
- 35R01 equazioni alle derivate parziali sulle varietà [vedi anche 32Wxx, 53Cxx, 58Jxx]
- 35R02 equazioni alle derivate parziali su grafi e reti (spazi ramificati o spazi poligonali)
- 35R03 equazioni alle derivate parziali sui gruppi di Heisenberg, sui gruppi di Lie, sui gruppi di Carnot ecc.
- 35R05 PDE con coefficienti o dati discontinui
- 35R06 equazioni alle derivate parziali con misura
- 35R09 equazioni integro-parzial differenziale [vedi anche 45Kxx]
- 35R10 equazioni funzionali ed alle derivate parziali o equazioni alle differenze ed alle derivate parziali con o senza argomenti devianti
- 35R11 equazioni alle derivate parziali frazionali
- 35R12 equazioni alle derivate parziali impulsive
- 35R13 equazioni alle derivate parziali sfumate
- 35R15 equazioni differenziali alle derivate parziali su spazi di dimensione infinita (e.g. spazi funzionali) (= PDE in infinite variabili) [vedi anche 46Gxx, 58D25]
- 35R20 equazioni agli operatori differenziali parziali (i.e. PDE in spazi di dimensione finita per funzioni a valori in uno spazio astratto) [vedi anche 34Gxx, 47A50, 47D03, 47D06, 47D09, 47H20, 47Jxx]
- 35R25 problemi malposti per PDE
- 35R30 problemi inversi (coefficienti indeterminati ecc.) per PDE
- 35R35 problemi di contorno libero per PDE
- 35R37 problemi con confini mobili
- 35R45 disuguaglianze con differenziali parziali
- 35R50 equazioni differenziali alle derivate parziali di ordine infinito
- 35R60 equazioni differenziali alle derivate parziali con casualità [vedi anche 60H15]
- 35R70 PDE con secondi membri a molti valori
- 35R99 argomenti diversi dai precedenti, ma in questa sezione

## 35Sxx
operatori pseudodifferenziali ed altre generalizzazioni degli operatori differenziali parziali
[vedi anche 47G30, 58J40]
- 35S05 teoria generale degli PsDO
- 35S10 problemi ai valori iniziali per PsDO
- 35S11 problemi ai valori di contorno iniziali per operatori pseudodifferenziali
- 35S15 problemi ai valori al contorno per PsDO
- 35S30 operatore integrale di Fourier
- 35S35 aspetti topologici: coomologia dell'intersezione, insiemi stratificati ecc. [vedi anche 32C38, 32S40, 32S60, 58J15]
- 35S50 operatori paradifferenziali
- 35S99 argomenti diversi dai precedenti, ma in questa sezione